# 14010 Jomonaomori
14010 Jomonaomori è un asteroide della fascia principale. Scoperto nel 1993, presenta un'orbita caratterizzata da un semiasse maggiore pari a 2,6720313 au e da un'eccentricità di 0,1883735, inclinata di 12,71971° rispetto all'eclittica.
L'asteroide è dedicato al periodo protostorico giapponese Jōmon.